# Herb Dhaliwal
Pour les articles homonymes, voir Dhaliwal.
Harbance Singh (Herb) Dhaliwal (né le 12 décembre 1952) est un homme politique canadien.

## Biographie
Il est né d'une famille sikhe du Punjab en Inde. Quand il avait 6 ans, sa famille a immigré à Vancouver. Il a étudié à l'Université de la Colombie-Britannique où il a reçu un diplôme en commerce. Il a fondé une compagnie minière et est devenu millionnaire. Il a aussi investi dans le transport, l'entretien, et le développement d'immobilier.
Il a été élu à la Chambre des communes lors de l'élection de 1993 en tant que député libéral pour Vancouver-Sud. En 1997, le premier ministre Jean Chrétien l'a nommé au cabinet en tant que ministre du Revenu national. Il fut le premier Indo-Canadien à entrer au cabinet fédéral. En 1999, il est devenu ministre des Pêches et des Océans et en 2002 ministre des Ressources naturelles et ministre avec la responsabilité politique pour la Colombie-Britannique.
Dhaliwal a soutenu Chrétien au moment où Paul Martin tentait de le forcer à démissionner. Par la suite, l'équipe de campagne de Martin l'a ciblé et a pris le contrôle de son association de comté. Dhaliwal a dénoncé publiquement ce fait et a critiqué l'équipe de campagne de Martin pour d'avoir limité l'accès aux fiches pour l'adhésion du Parti libéral du Canada.